# SSC Tuatara
SSC Tuatara – hipersamochód produkowany pod amerykańską marką SSC od 2019 roku.

## Historia i opis modelu

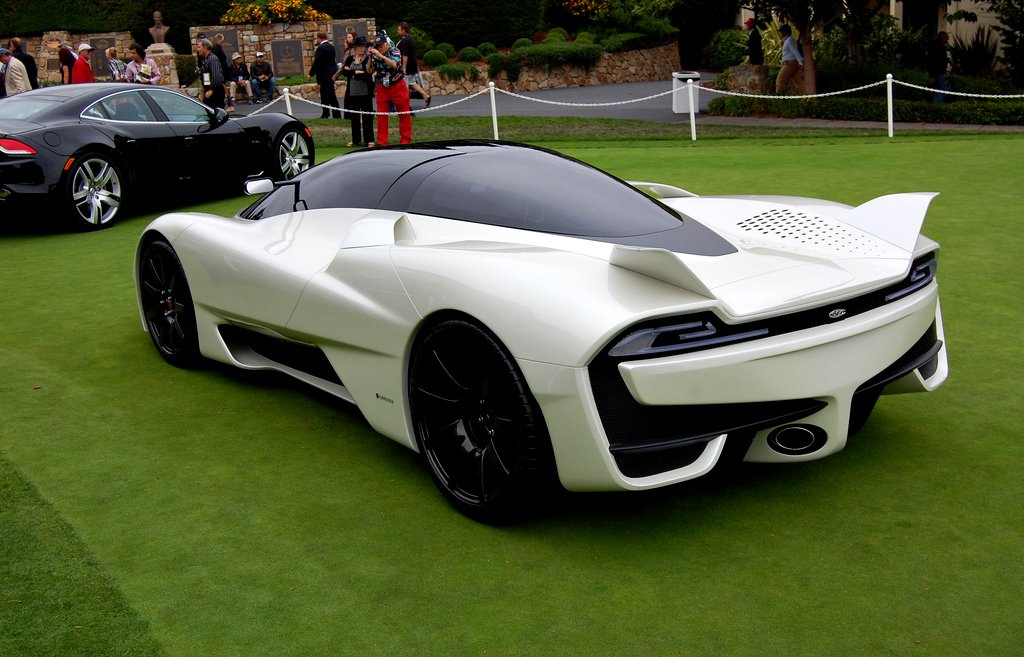
SSC Tuatara – tył

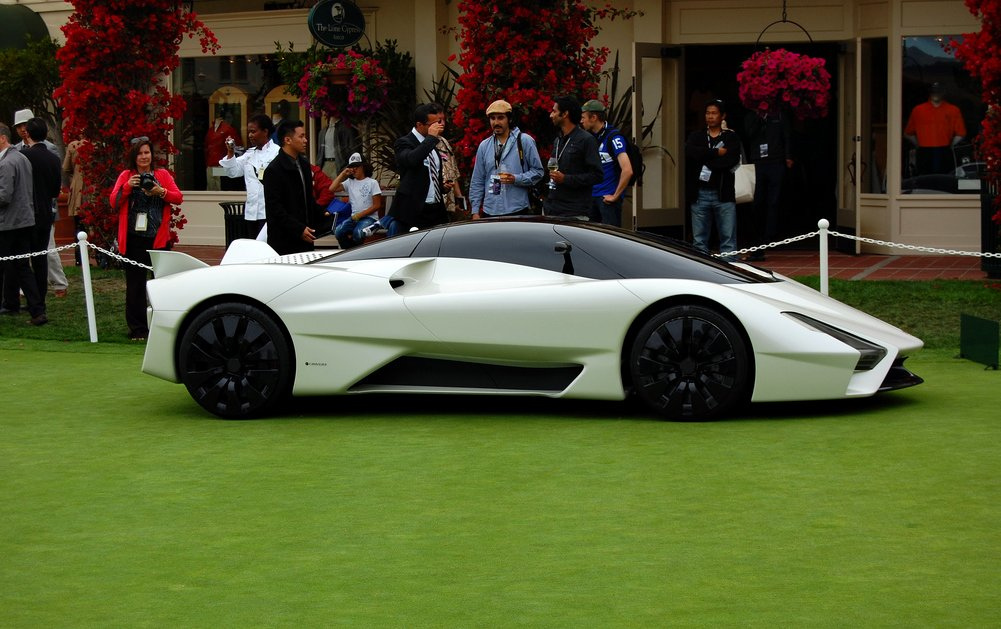
SSC Tuatara – sylwetka

W 2011 roku SSC rozpoczęło prace nad następcą supersamochodu Ultimate Aero TT, w tym samym roku na czerwcowym Pebble Beach Concours d’Elegance prezentując prototyp SSC Tuatara Concept. Po licznych zapowiedziach, w styczniu 2018 producent oficjalnie zapowiedział planowaną wówczas w ciągu najbliższych miesięcy prezentację seryjnego modelu.

### Produkcyjny model
W sierpniu 2018, 7 lat po debiucie prototypu, SSC przedstawiło finalną, produkcyjną wersję Tuatary. Samochód przeszedł obszerne modyfikacje w stosunku do prototypu z 2011 roku, zachowując jednak charakterystyczne strzeliste reflektory tworzące z wlotem powietrza kształt bumerangu.
W czerwcu 2019 roku SSC ogłosiło, że dostawy pierwszych egzemplarzy modelu Tuatara ruszą w trzecim kwartale tego roku. W 2020 roku producent poinformował, że łączna wielkość produkcji ma zostać ograniczona do nie więcej niż 100 egzemplarzy.

### Rekordy prędkości i kontrowersje
19 października 2020 roku producent samochodu ogłosił, że SSC Tuatara pobiła rekord prędkości stając się tym samym najszybszym samochodem produkcyjnym na świecie. Podczas próby uzyskała średnią prędkość przejazdu w obie strony 508,5 km/h (316,11 mil/h) i maksymalną prędkość 532,9 km/h (331,15 mil/h). Samochód był pilotowany przez brytyjskiego kierowcę wyścigowego Olivera Webba.
W sprawie pobicia rekordu prędkości pojawiły się wątpliwości, w których po analizie materiału dokumentującego wydarzenie zarzucono m.in. zbyt powolnie zmieniający się krajobraz za oknem pojazdu. Producent odnosząc się do głosów krytyki uznał wskazane nieścisłości jako skutek uboczny niedbale zmontowanego materiału wideo, dementując jednocześnie zarzuty o rzekomym fałszerstwie.
17 stycznia 2021 podjęto nową próbę, na którą zaproszono niezależnych obserwatorów. SSC Tuatarze udało się osiągnąć prędkość 279,7 mil/h (450,1 km/h) podczas jazdy w kierunku północnym i 286,1 mil/h (460,4 km/h) w kierunku południowym, co dało średnią prędkość 282,9 mil/h (455,3 km/h). Zgodnie z zapowiedzią producenta, w SSC Tuatarze wykorzystano urządzenia (pomiarowe) różnych firm – Racelogic (VBox), Life Racing, Garmin i IMRA (International Mile Racing Association). W opublikowanym komunikacie Jim Lau, dyrektor techniczny Racelogic USA, potwierdza zarejestrowane wyniki.
22 lipca 2021 SSC oficjalnie potwierdziło, że Tuatara nie osiągnęła deklarowanego w październiku 2020 roku rekordu prędkości i nie przekroczyła progu 532,7 km/h. Jednocześnie przedstawiciele przedsiębiorstwa zadeklarowali, że dalej chcą podejmować próby osiągnięcia tego założenia.

### Dane techniczne
- V8 5,9 l
- Moc maksymalna: 1750 KM przy 8800 obr./min (paliwo E85)
- Stopień sprężania: 8,8:1
- Stosunek masy do mocy: 0,70 kg/KM